# Tour de France 1922
16. Tour de France rozpoczął się 25 czerwca, a zakończył 23 lipca 1922 roku w Paryżu. Zwyciężył po raz drugi Belg Firmin Lambot (poprzednio w 1919 roku).

## Etapy
| Etap | Data       | Trasa                         | Dystans | Zwycięzca        | Lider wyścigu     |
| ---- | ---------- | ----------------------------- | ------- | ---------------- | ----------------- |
| 1    | 25 czerwca | Paryż – Hawr                  | 388 km  | Robert Jacquinot | Robert Jacquinot  |
| 2    | 27 czerwca | Hawr – Cherbourg              | 364 km  | Romain Bellenger | Robert Jacquinot  |
| 3    | 29 czerwca | Cherbourg – Brest             | 405 km  | Robert Jacquinot | Robert Jacquinot  |
| 4    | 1 lipca    | Brest – Les Sables-d’Olonne   | 412 km  | Philippe Thys    | Eugène Christophe |
| 5    | 3 lipca    | Les Sables-d’Olonne – Bajonna | 482 km  | Jean Alavoine    | Eugène Christophe |
| 6    | 5 lipca    | Bajonna – Luchon              | 326 km  | Jean Alavoine    | Eugène Christophe |
| 7    | 7 lipca    | Luchon – Perpignan            | 323 km  | Jean Alavoine    | Jean Alavoine     |
| 8    | 9 lipca    | Perpignan – Tulon             | 411 km  | Philippe Thys    | Jean Alavoine     |
| 9    | 11 lipca   | Tulon – Nicea                 | 284 km  | Philippe Thys    | Jean Alavoine     |
| 10   | 13 lipca   | Nicea – Briançon              | 274 km  | Philippe Thys    | Jean Alavoine     |
| 11   | 15 lipca   | Briançon – Genewa             | 260 km  | Emile Masson     | Jean Alavoine     |
| 12   | 17 lipca   | Genewa – Strasburg            | 371 km  | Emile Masson     | Hector Heusghem   |
| 13   | 19 lipca   | Strasburg – Metz              | 300 km  | Federico Gay     | Firmin Lambot     |
| 14   | 21 lipca   | Metz – Dunkierka              | 433 km  | Félix Sellier    | Firmin Lambot     |
| 15   | 23 lipca   | Dunkierka – Paryż             | 340 km  | Philippe Thys    | Firmin Lambot     |

## Klasyfikacja końcowa
| Lp  | Zawodnik          | Kraj    | Klasa | Czas         |
| --- | ----------------- | ------- | ----- | ------------ |
| 1.  | Firmin Lambot     | Belgia  | 1     | 222h 08' 06" |
| 2.  | Jean Alavoine     | Francja | 1     | +41' 15"     |
| 3.  | Félix Sellier     | Belgia  | 1     | +42' 02"     |
| 4.  | Hector Heusghem   | Belgia  | 1     | +43' 56"     |
| 5.  | Victor Lenaers    | Belgia  | 1     | +45' 32"     |
| 6.  | Hector Tiberghien | Belgia  | 1     | +1h 21' 35"  |
| 7.  | Léon Despontin    | Belgia  | 1     | +2h 24' 29"  |
| 8.  | Eugène Christophe | Francja | 1     | +3h 25' 39"  |
| 9.  | Jean Rossius      | Belgia  | 1     | +3h 26' 06"  |
| 10. | Gaston Degy       | Francja | 1     | +3h 49' 13"  |